# Lactovegetarianisme

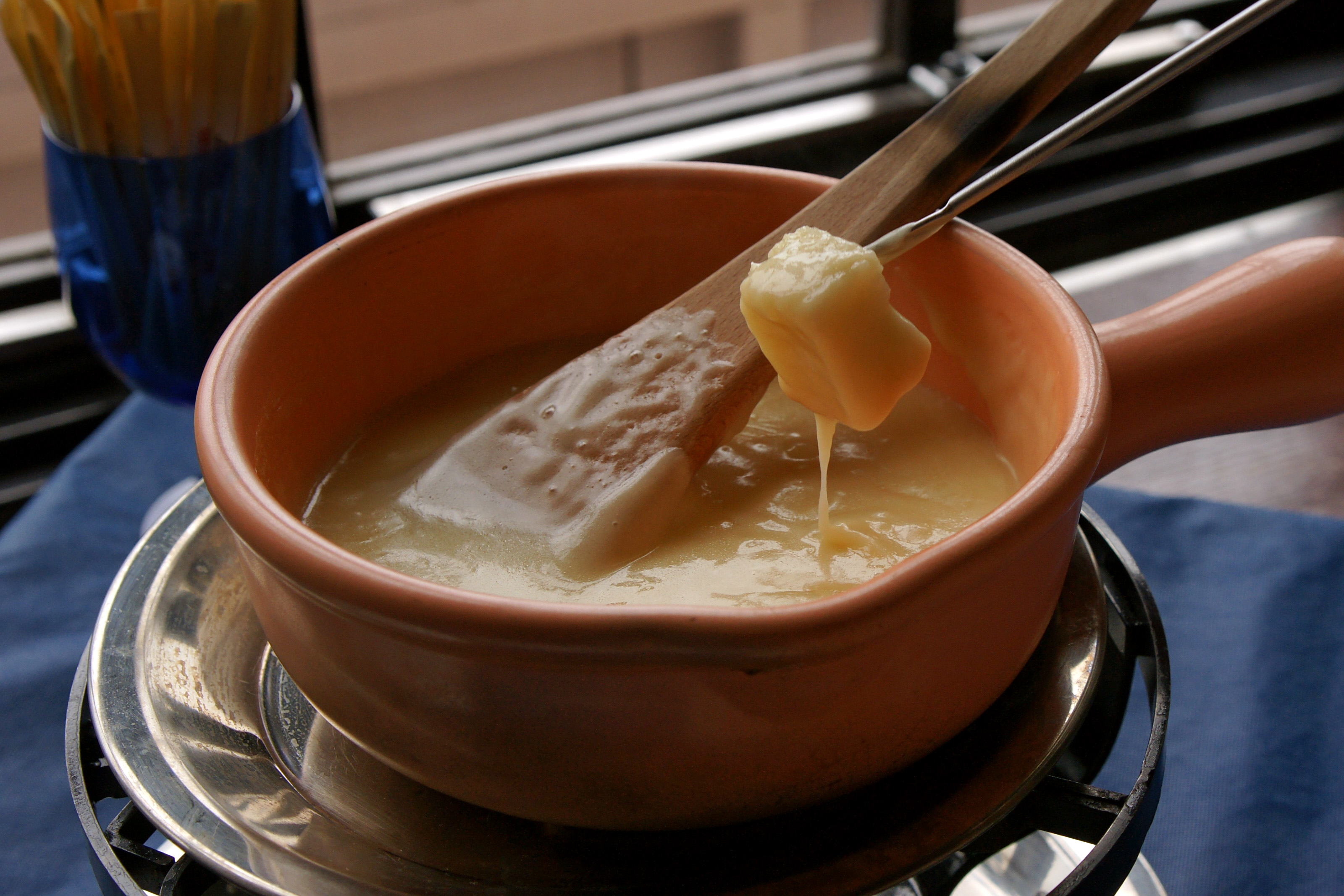
Un lactovegetarià pot menjar una fondue de formatge, unes maduixes amb nata i beure un tallat; però no pren llet merengada perquè conté clara d'ou.

El lactovegetarianisme és una pràctica alimentària, variant de la dieta vegetariana, en què només es consumeixen, com a productes d'origen animal, lactis. Aquesta tipus de dieta és habitual entre els seguidors d'algunes religions, com els jainistes, hinduistes (inclosos els hare krishna) i budistes.